# Lumix
Lumix es una gama de cámaras fotográficas digitales, tanto compactas como réflex, DSLR, construidas por Panasonic, algunas de ellas con óptica alemana Leica. Estas lentes se desarrollan en Alemania como parte de un acuerdo de cooperación entre Panasonic y Leica y se fabrican en Japón. Algunas cámaras también están disponibles en una forma casi idéntica bajo la marca de Leica. 

## Características
- Estabilizador óptico de imagen, Panasonic Power O.I.S., en todos los modelos actuales tienen sistema estabilizador "Panasonic Mega OIS"
- Muchos modelos tienen gran angular de 28 mm en vez del más común de 35 a 38 mm, con un zum óptico superior al habitual x3, algunos modelos tienen un gran angular de 25 mm.
- Algunos modelos recientes permiten formato 16:9 nativo, mientras el resto lo tienen por software.
- Casi todos los modelos, salvo los de la serie LS llevan lentes Leica, una marca alemana de prestigio que tiene fama por la buena calidad de sus ópticas.

## Series de modelos

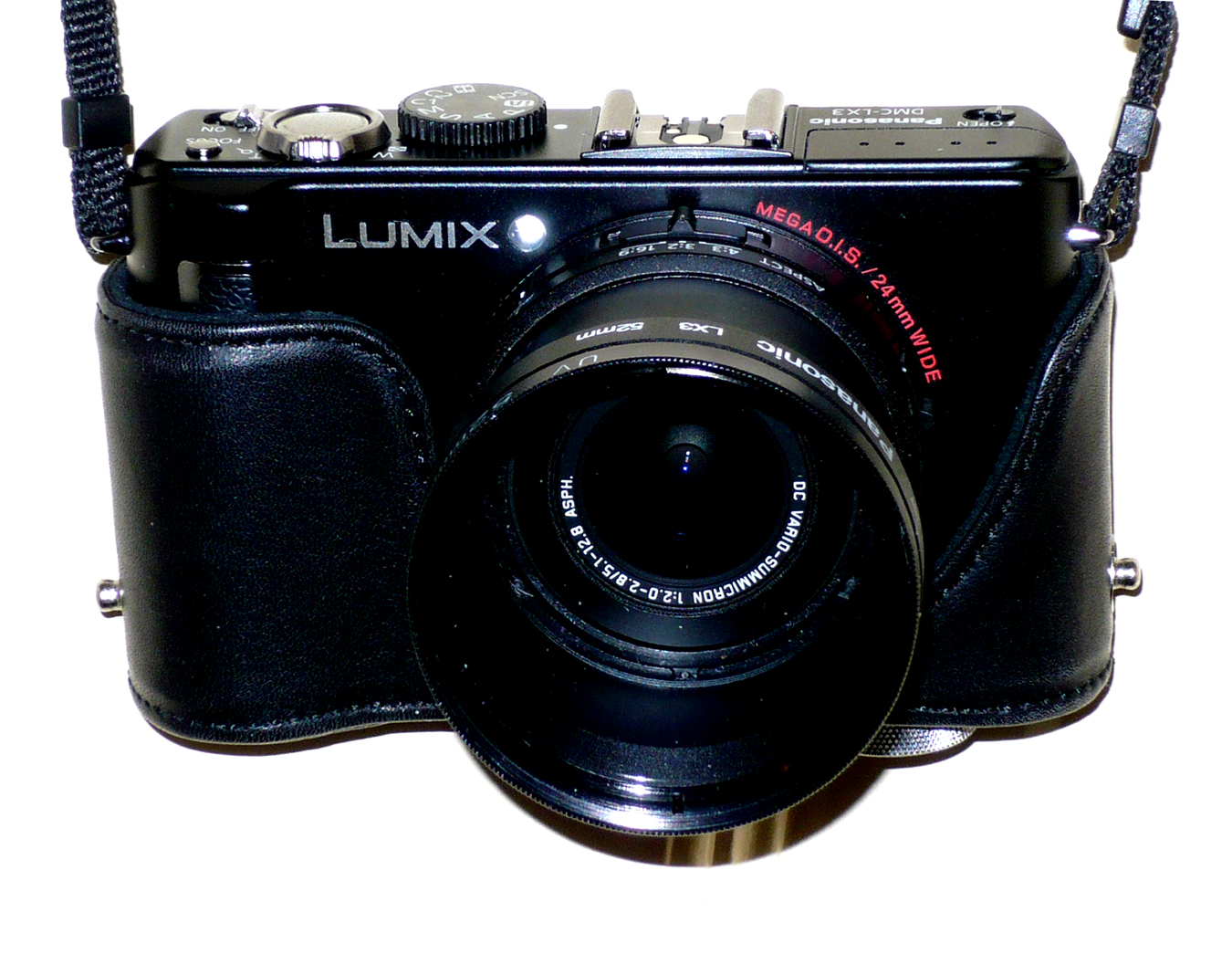
Panasonic LUMIX DMC LX3.

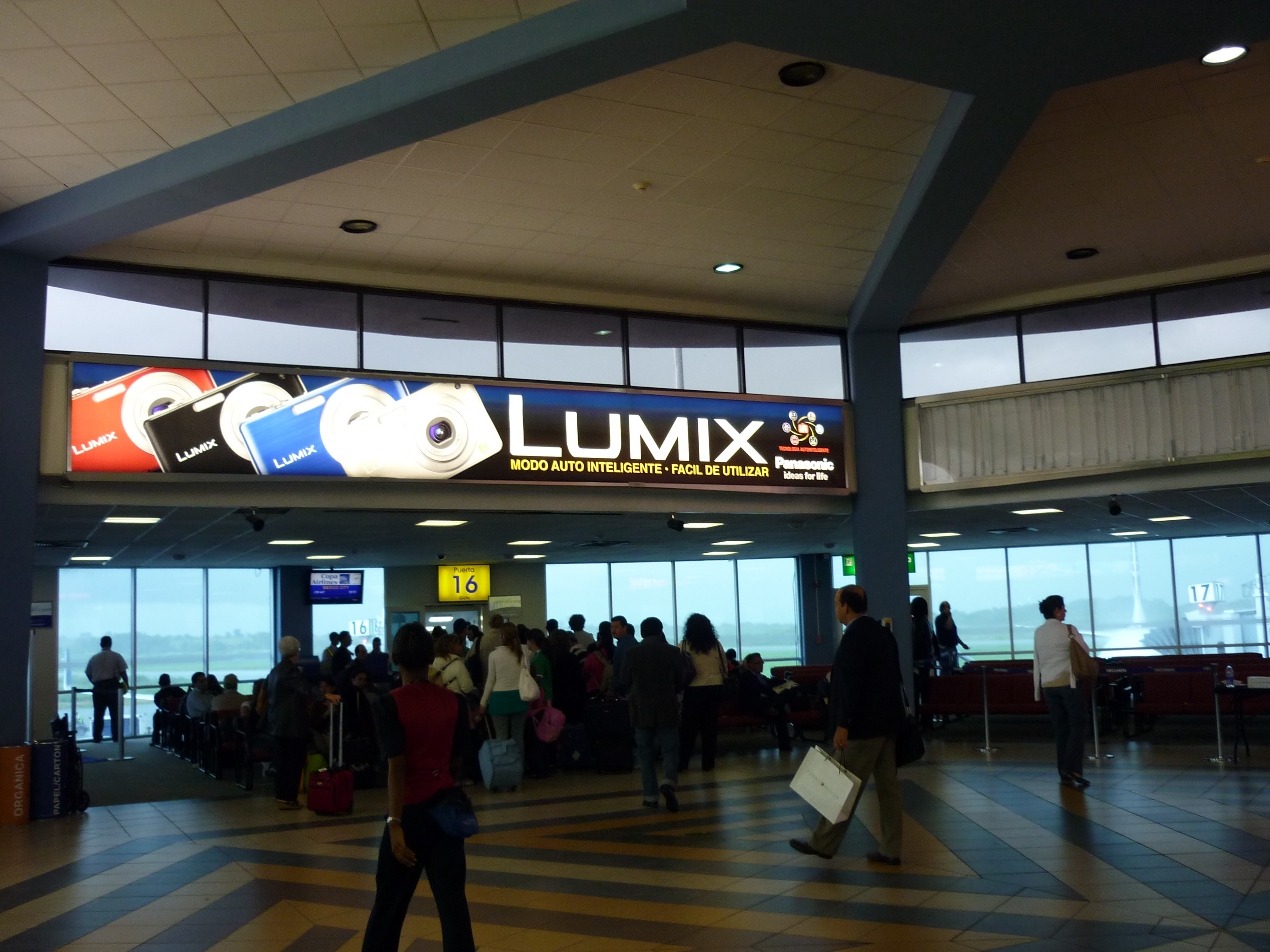
Panamá puerta 16 anuncio publicitario Lumix

- LC: ya descatalogada (2001-2004). Entre otros modelos los de gama alta LC1 y LC5.
- LS: Modelos de gama baja discontinuados, usan pilas AA/R6 en vez de baterías recargables de Ion Litio, incluyen los modelos LS1, LS2, LS60 y LS75. Modelos del año 2008: LS80 y el LS85 presentados en 2009.
- S Serie de gama baja desde 2011. Modelos: S1 y S2.
- LZ: Serie de gama media, incluyen modelos con zum óptico 5x y 6x en vez del más habitual de 3x. Modelos: LZ1, LZ2, LZ3, LZ5. Modelos de 2007: LZ6, LZ7. Modelos de 2008: LZ8 y LZ10, estos dos últimos con control manual completo excepto por el enfoque. Modelo 2012: LZ20.
- FH: Serie de gama media que reemplaza a la serie FS desde 2010. Modelos: FH1, FH2, FH3, FH4, FH5, FH25 y FH27.
- FX: Serie de ultracompactas discontinuadas en 2011 (con óptica Leica) fabricadas en Japón, la mayoría con distancia focal mínima de 28 mm en vez del más habitual de 35 mm (algo que aparte de las Lumix encontramos en este tamaño de cámara en Canon Ixus y Ricoh Caplio R y posteriormente en muchos otros fabricantes). Panasonic anunció que eran las cámaras de 28-102 mm más finas del mercado. Modelos: FX0, FX1, FX3 (2006) FX07, FX10, FX12 (2007) FX24, FX32, FX36 (2009) FX64, FX100 (2010)
- FP Serie de ultracompactas de gama media con pantalla táctil y lente interno Lumix Vario DC. Modelos: FP1, FP2, FP3, FP5 y FP7.
- FS: Serie discontinuada (desde 2011) de compactas de gama media lanzada en 2008, incluye los modelos FS3, FS4, FS5, FS6, FS7, FS12, FS15, FS20, FS25 y FS42.
- SZ Serie de compactas de gama media - alta con óptica Leica lanzada en 2011. Modelos: SZ1 (2011) SZ2 (2012) SZ5 (2013)
- LX: compactas de gama alta con sensor CCD panorámico 16:9 y controles manuales. Modelos LX1 y LX2 (2008) LX3 (2009 con objetivo f/2-f/2.8 de focal 24-60 mm). LX5 (2010) con objetivo 3.8x f/2–f/3.3 24–90 mm.
- TS o FT: Compactas de gama alta outdoor con lente interno y lámpara led blanco; resistentes a golpes, agua y condiciones climáticas extremas. Modelos: TS1 (2009) TS2 (2010) TS3 (2011) TS4 (2012) TS5 (2013) fabricadas en Japón con óptica Leica Vario Elmarit de 28 mm de gran angular. Modelos TS10 (2011) TS20 (2012) TS25 (2013) fabricadas en China (con óptica Lumix Vario)
- TZ o ZS: compactas con zum óptico 10x o superior. Modelos: TZ01 (focal 35-350 mm) Modelos de 2007: TZ2 y 3 con focal 28-280. Modelos de 2008: TZ4, 5 y 50 (similar a la TZ5 pero con WiFi) Modelos de 2009: TZ6 y TZ8 (ZS1 y ZS3). Modelos 2010: TZ10 y TZ12 (ZS5 y ZS7) Modelos 2011: TZ18 y TZ20 (ZS8 y ZS10) Modelos 2012: TZ25 y TZ30 (ZS15 y ZS20) Modelos 2013: TZ35 y TZ-40 (ZS25-ZS30). Modelos 2019: TZ95[1]
- FZ: cámaras "puente" (bridge, prosumer) fabricadas en Japón con óptica Leica y gran angular de 25 mm. Modelos anteriores al 2006: FZ1, FZ2, FZ3, FZ4, FZ5, FZ7. Modelos 2007: FZ8 y FZ45. Modelos 2008: FZ28 y FZ50. Modelos 2010: FZ35 y FZ100. Modelos 2011: FZ40, FZ48 y F150 con sensor CMOS. Modelos 2012: FZ60 y FZ200. Modelos 2019: FZ1000 II[2]
- L: Cámara réflex digital, modelos L1 (2006) y L10 (2007). Sistema Cuatro Tercios, compatible con el de Olympus
- G: nueva serie de cámaras Micro Cuatro Tercios, es decir de objetivos intercambiables, similares a réflex pero sin espejo/pentaprisma. Compatibles también con Olympus. Modelo G1 de 2008. En 2009 se presentaron las GH1 y GF1, ambas permiten grabación de vídeo. En 2010 las G10, G2 y GH2. En 2019 la G90[3]
- S: cámaras que usan la montura L (compartida con Leica y Sigma), son cámaras full frame sin espejo. En 2019 se lanzaron primero las Lumix S1 y Lumix S1R[4] y posteriormente la S1H, capaz de grabar en 6K[5]

## Modelos equivalentes de Leica
Muchas cámaras digitales Leica desde 2002 son casi idénticas a modelos Panasonic Lumix, salvo diferencias en diseño, firmware y software:
- Lumix LC5: Leica Digilux 1, Lumix LC1: Leica Digilux 2 (en cambio las Digilux originales de 1998-2000 estaban basadas en cámaras Fuji)
- Lumix L1: Leica Digilux 3
- Lumix FZ50: Leica V-Lux 1
- Lumix FZ100: Leica V-Lux 2
- Lumix TZ10: Leica V-Lux 40
- Lumix LX: Leica D-Lux (D-Lux 2= LX1, D-Lux 3=LX2, D-Lux 4=LX3, D-Lux 5= LX5)
- Lumix FX: Leica C-Lux (C-Lux 1= FX01, C-Lux 2=FX30, C-Lux 3=FX37)

En cambio las series R, M, S y X de Leica no tienen relación con las Lumix.